# Eques (gladiatore)

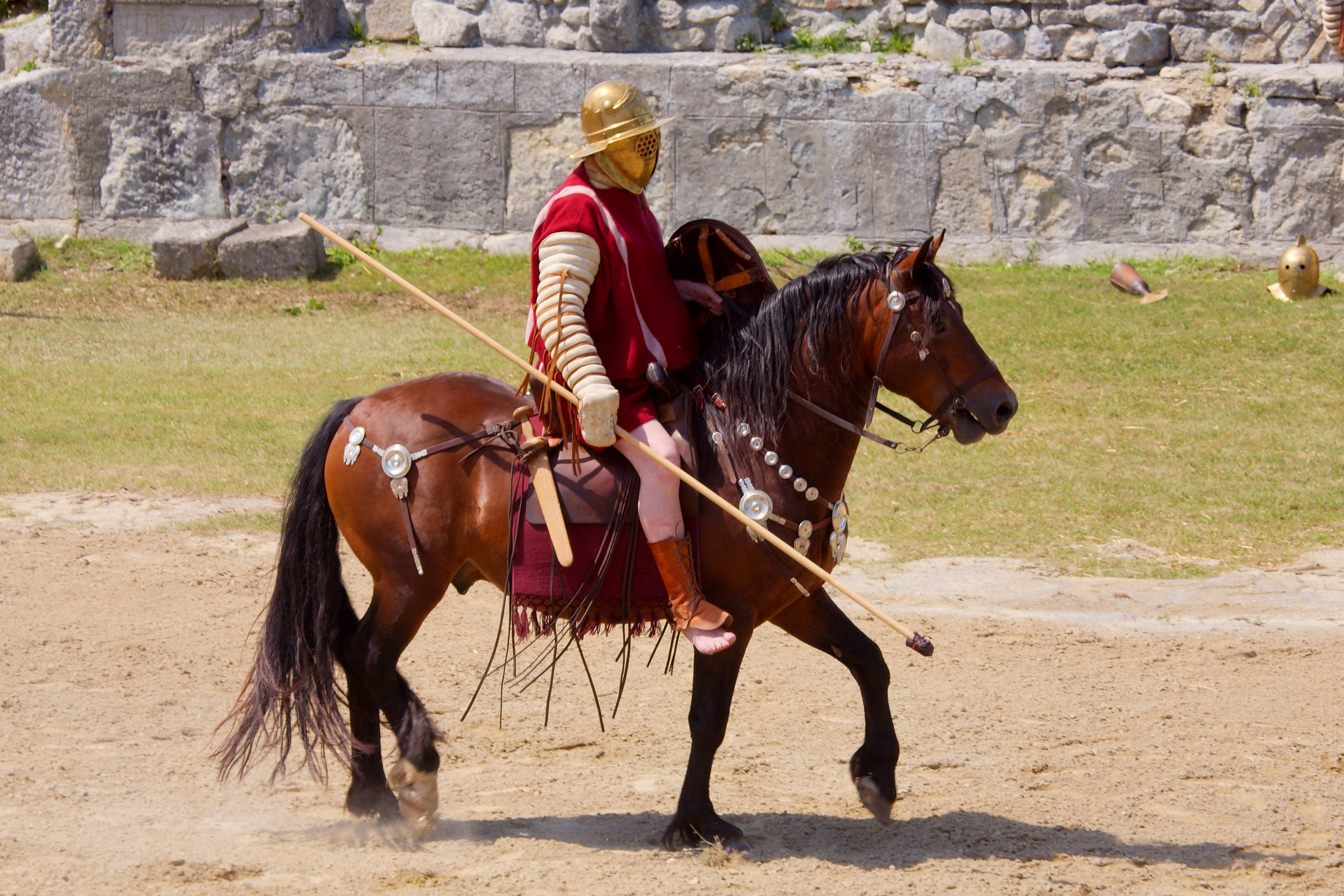
Ricostruzione durante un evento a Carnuntum, in Austria

L'eques (pl. equites), ovvero il cavaliere (dal latino eques), era una delle classi gladiatorie (armaturae) che combattevano all'interno delle arene; era un gladiatore dall'armatura leggera e poteva combattere sia a cavallo che a piedi. L'identificazione dell'eques ha comportato grandi difficoltà, perché quasi tutte le raffigurazioni lo ritraggono a piedi, nella fase terminale della lotta. 

## Armatura ed armamento

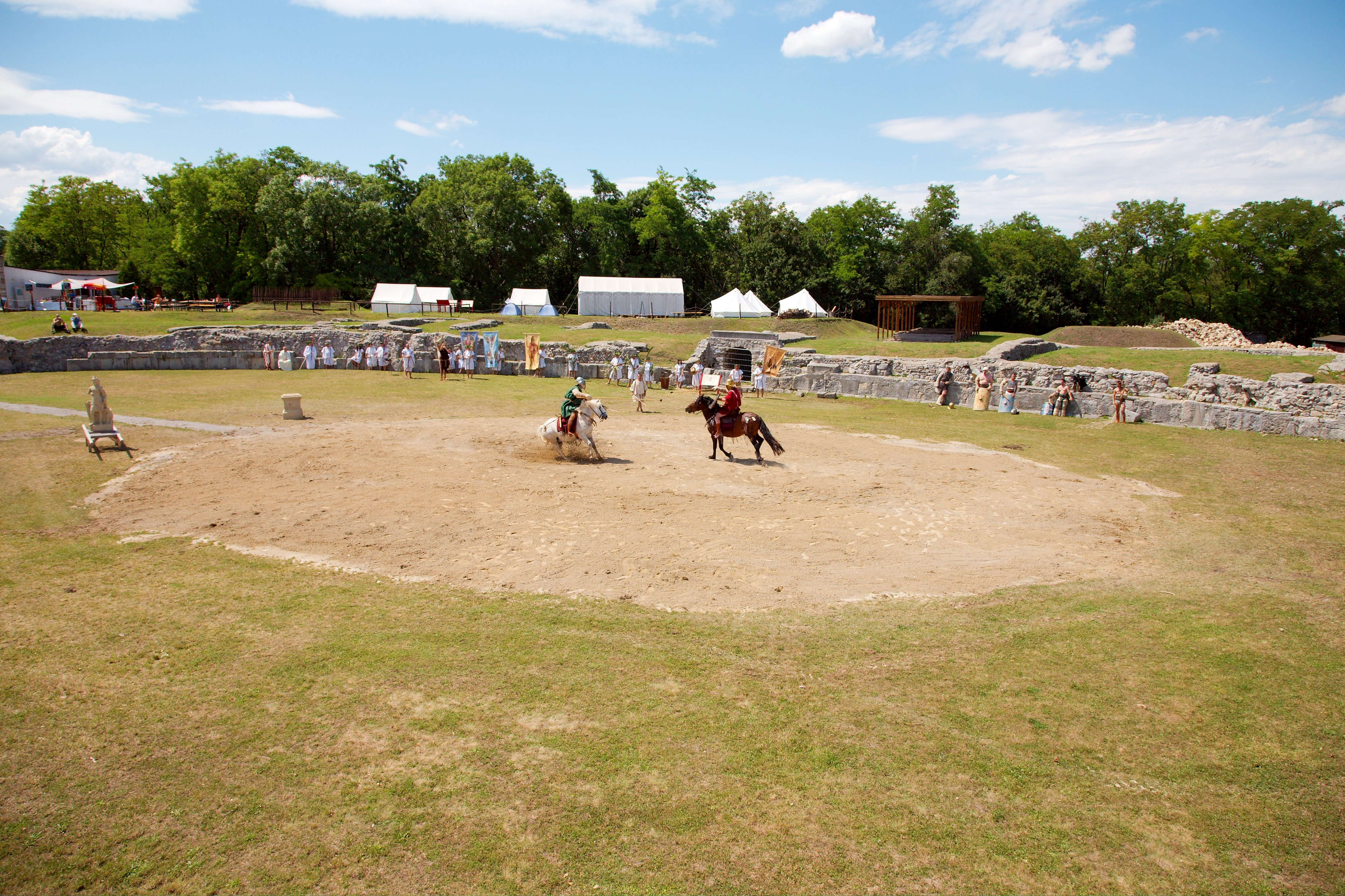
Combattimento simulato tra gladiatori eques a cavallo

L'eques indossava un'armatura leggera. Come armi portava con sé una lancia ed una spatha, un'arma con lama molto più lunga del classico gladio. La sua armatura era limitata ad un elmo attico-beota con visiera, a fasce a protezione delle cosce, a una lorica manica, un parabraccio indossato sull'arto che impugnava l'arma e ad uno scudo rotondo di media grandezza, la parmula. Indossava un'ampia tunica colorata che gli scendeva fino al ginocchio.

## Avversario

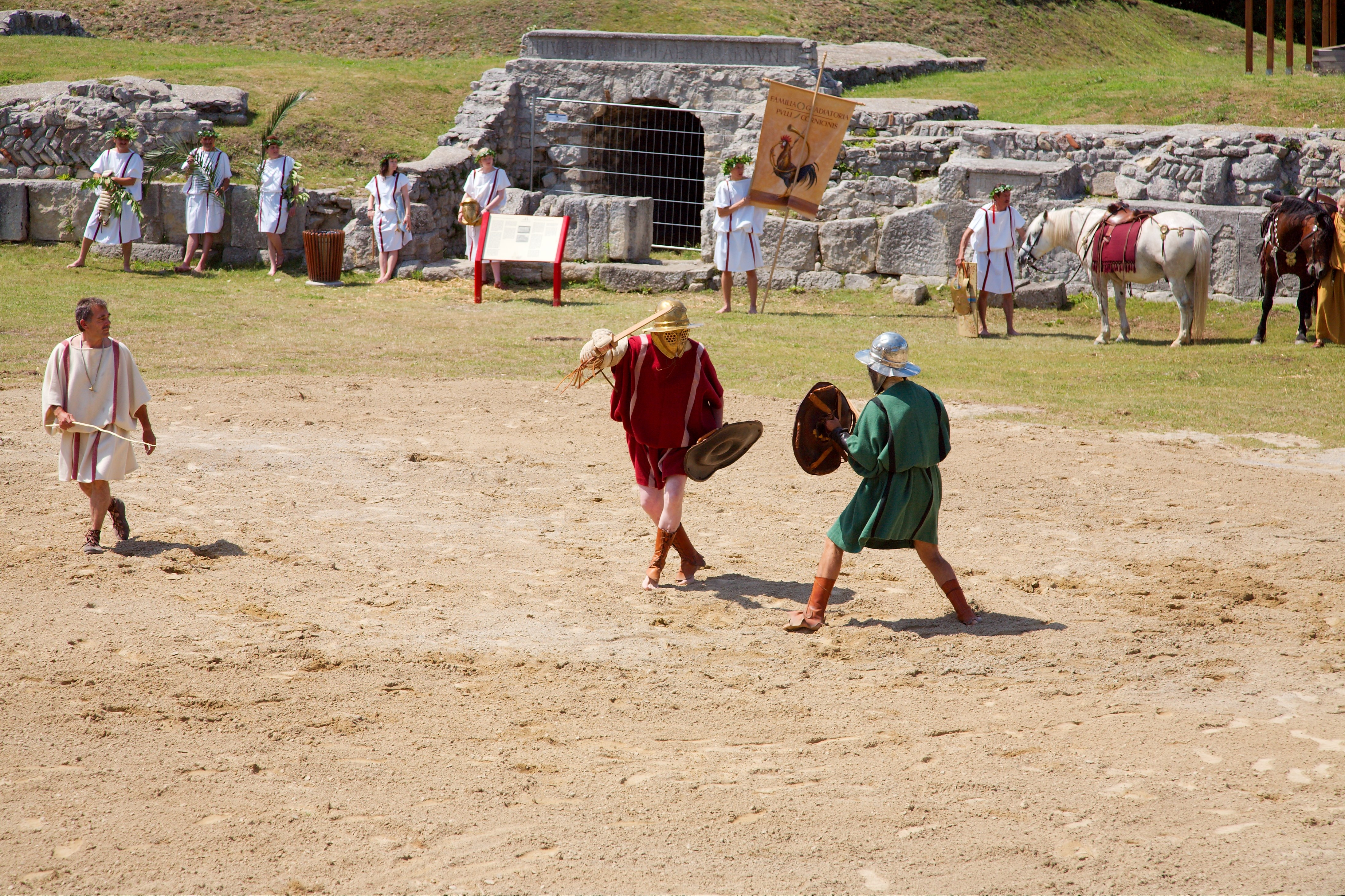
Combattimento simulato tra gladiatori eques a piedi

Questa classe gladiatoria combatteva sempre contro gladiatori della stessa classe, dapprima a cavallo con la lancia, poi a piedi con la spada. Secondo Isidoro da Siviglia erano sempre i primi a scendere nell'arena, con combattimenti incruenti di carattere militare. In effetti gli equites, alla pari dei sagittarii e dei velites, sono una categoria mutuata proprio da quell'ambito.